# Fundusz Obrotowy Reformy Rolnej
Fundusz Obrotowy Reformy Rolnej – wydzielone środki pieniężne ustanowione na sfinansowania przebudowy ustroju rolnego w ramach reformy rolnej z 1925 r.

## Powstanie Funduszu
Na podstawie rozporządzenie Prezydenta Rzeczypospolitej z 1928 r. o Funduszu Obrotowym Reformy Rolnej ustanowiono Fundusz.
Fundusz Obrotowy tworzono z:
- nieruchomości ziemskich wraz z inwentarzem żywym i martwym, stanowiące własność Skarbu Państwa według ustawy z 1925 r. o wykonania reformy rolnej,
- wpływów i należności za sprzedane lub nadane odpłatnie przez urzędy ziemskie, powiatowe komitety nadawcze oraz przez władze b. państw zaborczych gospodarstwa, parcele gruntowe i inne obiekty z państwowych nieruchomości ziemskich;
- wpływów i należności z przejściowej administracji państwowych nieruchomości ziemskich, będących w zarządzie Ministra Reform Rolnych;
- wpływów z dotacji gotówkowych Skarbu Państwa na Fundusz Obrotowy Reformy Rolnej,
- sumy przekazanej Skarbowi w latach poprzednich, jako nadwyżki wpływów Funduszu Obrotowego na cele wykonania reformy rolnej, po potrąceniu dotacji gotówkowych Skarbu Państwa, udzielonych w tym czasie na powyższy fundusz;
- salda gotówkowego Funduszu Obrotowego na cele wykonania reformy rolnej;
- należności Skarbu Państwa, przypadające od osadników wojskowych i nabywców gruntów z parcelacji rządowej, przejęte przez Ministra Reform Rolnych od innych władz państwowych;
- czystego zysku z operacji Funduszu Obrotowego Reformy Rolnej z zachowaniem przepisów ustawy o wykonaniu reformy rolnej;
- obligacje państwowej renty ziemskiej, przekazane przez Ministra Skarbu Ministrowi Reform Rolnych na podstawie ustawy z 1925 r. o wykonaniu reformy rolnej;
- skryptów dłużnych Skarbu Państwa, przekazanych przez Ministra Skarbu Ministrowi Reform Rolnych

.Fundusz administrowany był Ministra Reform Rolnych.

## Tworzenie Funduszu z 1932 r.
Na podstawie ustawy z 1932 r. o Funduszu Obrotowym Reformy Rolnej – Fundusz tworzyły aktywa i pasywa dotychczasowego:
- Funduszu Obrotowego Reformy Rolnej,
- Państwowego Funduszu Kredytu na Melioracje Rolne,
- Funduszu Zapomóg
- Kredytu Ulgowego.

### Powstałe rodzaje Funduszu
Fundusz składał się z czterech następujących rodzajów funduszy:
- Funduszu Scaleniowo-Regulacyjnego,
- Funduszu Parcelacyjnego,
- Funduszu Melioracyjnego,
- Funduszu Kredytowego.

#### Funduszu Scaleniowo-Regulacyjny
Fundusz Scaleniowo-Regulacyjną tworzono z:
- wpłaconych należności na rzecz Skarbu Państwa za czynności, przeprowadzone w związku ze scaleniem gruntów, znoszeniem służebności i innymi pracami regulacyjno-agrarnymi;
- darowizny oraz dochodu części Funduszu, w szczególności z odsetek kapitału,
- innych wpływów,
- dotacje Skarbu Państwa.

#### Fundusz Parcelacyjny
Fundusz Parcelacyjny tworzyły:
- aktywa i pasywa dotychczasowego Funduszu Obrotowego Reformy Rolnej,
- nieruchomości ziemskie wraz z inwentarzem żywymi martwym, przekazywane Ministrowi Reform Rolnych lub przez niego nabywane;
- należności i wpływy Skarbu Państwa za sprzedane parcelacyjnie lub nadane opłat-nie nieruchomości ziemskie;
- należności i wpływy z przejściowej administracji nieruchomości ziemskich, będących pod zarządem Ministra Reform Rolnych;
- obligacje państwowej renty ziemskiej, przekazywane przez Ministra Skarbu Ministrowi Reform Rolnych;
- należności i wpływy z tytułu nadzoru nad parcelacją prywatną;
- należności i wpływy z tytułu zastępczo przeprowadzanej lub zakończonej parcelacji gruntów prywatnych;
- inne wpływy;
- dotacje Skarbu Państwa.

#### Fundusz Melioracyjny
Fundusz Melioracyjny tworzyły:
- aktywa i pasywa Państwowego Funduszu Kredytowego na melioracje rolne,
- wpłacone r. należności na rzecz Skarbu Państwa za wykonane czynności i przeprowadzone prace melioracyjne,
- należności za wykonanie innych czynności melioracyjnych,,
- darowizny oraz dochody części Melioracyjnej Funduszu Obrotowego Reformy Rolnej, w szczególności z odsetek tej części, Funduszu;
- inne wpływy;
- dotacje Skarbu Państwa,

#### Fundusz Kredytowy
Fundusz Kredytowy tworzyły:
- aktywa i pasywa Funduszu Zapomóg i Kredytu Ulgowego,
- saldo z prowadzonych w Państwowym Banku Rolnym rachunków sum, przeznaczonych na pomoc kredytową przy przebudowie ustroju rolnego,
- należności i wpływy z tytułu pożyczek, udzielonych z sum, przeznaczonych na pomoc kredytową przy przebudowie ustroju rolnego;
- należności i wpływy z tytułu pożyczek, udzielonych z funduszów specjalnych,
- dotacji Skarbu Państwa.

## Tworzenie Funduszu z 1934 r.
Na podstawie ustawy z 1934 r. w sprawie zmiany ustawy z dnia 9 marca 1932 r. o Funduszu Obrotowym Reformy Rolnej – Fundusz tworzyły:
- aktywa i pasywa dotychczasowego Funduszu Obrotowego Reformy Rolnej, Państwowego Funduszu Kredytu na Melioracje Rolne oraz Funduszu Zapomóg i Kredytu Ulgowego;
- należności i wpływy z tytułu czynności, związanych z przebudową ustroju rolnego, w tym przeprowadzanie czynności związanych ze scalaniem gruntów, znoszeniem służebności i innymi pracami regulacyjno-agrarnymi;
- nieruchomości ziemskie, przekazywane lub nabywane na cele parcelacji i osadnictwa, i nieruchomości, nabywane celem uchronienia od strat Funduszu Obrotowego Reformy Rolnej;
- należności i wpływy z administracji nieruchomości,
- udziały Skarbu Państwa w ogólnie użytecznych przedsiębiorstwach osadniczych;
- należności i wpływy z tytułu zbycia w drodze parcelacji lub nadania odpłatnego państwowych nieruchomości ziemskich;
- należności i wpływy z tytułu zbycia nieruchomości, nabytych celem uchronienia od strat Funduszu Obrotowego Reformy Rolnej;
- należności i wpływy Skarbu Państwa z tytułów, instytucji osadniczych i finansowych,
- część czystych zysków Państwowego Banku Rolnego według statutu tego Banku;
- darowizny;
- oprocentowanie gotowizny Funduszu Obrotowego Reformy Rolnej;
- dotacje Skarbu Państwa.